# Hakea macrocarpa
Hakea macrocarpa är en tvåhjärtbladig växtart som beskrevs av Allan Cunningham och Robert Brown. Hakea macrocarpa ingår i släktet Hakea och familjen Proteaceae. Inga underarter finns listade i Catalogue of Life.